# Heliocopris dilloni
Heliocopris dilloni là một loài bọ cánh cứng trong họ Bọ hung (Scarabaeidae).